# Extent
Un extent è un'area di memorizzazione contigua in un file system, riservato per un file. Quando si inizia a scrivere un file, viene allocato un intero extent. Quando si scrive di nuovo sul file, i dati vengono scritti a partire dagli ultimi. Questo riduce la frammentazione dei file.
Gli extent sono disponibili in:
- Macintosh Hierarchical File System e HFS Plus
- SGI XFS [3]
- Reiser4 (nel modo "extents")
- VxFS (attraverso la preallocazione via API e CLI).
- NTFS (attraverso la preallocazione via API, con le funzioni SetEndOfFile e SetFileValidData)
- Universal Disk Format
- VxFS
- Linux ext4 [4]
- Btrfs
- OS/2 ed eCS HPFS
- Journaled File System (JFS) per AIX, OS/2/eComStation e Linux
- BFS per BeOS, Zeta e Haiku